# Martin Laube
Martin Laube (* 2. April 1965) ist ein deutscher evangelischer Theologe und Hochschullehrer.

## Werdegang
Nach dem Studium der Evangelischen Theologie und Philosophie in Bethel (Bielefeld), Heidelberg und München fertigte Laube von 1994 bis 1995 eine Dissertation über die analytische Religionsphilosophie im 20. Jahrhundert mit dem Titel Im Bann der Sprache am Institut für Systematische Theologie an der Ludwig-Maximilians-Universität München an. Nach der Promotion zum Dr. theol. (1995) legte er 1997 die Zweite Theologische Prüfung der Evangelisch-Lutherischen Kirche in Oldenburg ab und wurde 1998 ordiniert. Von 1997 bis 2001 war Laube Wissenschaftlicher Mitarbeiter am Institut für Praktische Theologie der Ludwig-Maximilians-Universität, bevor er 2001 an die Westfälische-Wilhelms-Universität Münster wechselte, wo er als Wissenschaftlicher Assistent am Seminar für Systematische Theologie bei der Theologin Friederike Nüssel eine Arbeit zur Christentumstheorie Trutz Rendtorffs mit dem Titel Theologie und neuzeitliches Christentums anfertigte, mit der er sich 2005 habilitierte. Laube arbeitete von 2006 bis 2008 als Studienleiter für Theologie, Ethik und Recht an der Evangelischen Akademie in Loccum. 2008 wurde er als Professor für Systematische Theologie an die Universität Bonn berufen. Seit 2011 ist Laube ordentlicher Professor für Systematische Theologie auf dem Lehrstuhl für Reformierte Theologie an der Georg-August-Universität Göttingen und leitet das Archiv Religionsgeschichtliche Schule. Seit April 2023 amtiert Laube als Dekan der theologischen Fakultät der Universität Göttingen.
Laube ist Mitglied des Wissenschaftlichen Beirats zur V. Kirchenmitgliedschaftsuntersuchung der EKD, des Theologischen Ausschusses der Union Evangelischer Kirchen (UEK) sowie Vorsitzender des Kuratoriums des Zentrums für Gesundheitsethik in Hannover. Darüber hinaus ist Laube im Vorstand der Ernst-Troeltsch-Gesellschaft sowie Mitglied in der Schleiermacher-Gesellschaft. Seit 2019 ist er ordentliches Mitglied der Niedersächsischen Akademie der Wissenschaften zu Göttingen.
Zu seinen Forschungsschwerpunkten zählen Reformierte Theologie, Theorie des Christentums, Dogmatik unter den Bedingungen der Moderne, Religionsphilosophie, -soziologie und Gesellschaftstheorie sowie der Protestantismus in der jungen Bundesrepublik (1949–1989). Er ist Mitherausgeber der Zeitschrift für Theologie und Kirche sowie der Publikationsreihe Religion in der Gesellschaft.

## Veröffentlichungen (Auswahl)
- Im Bann der Sprache. Die analytische Religionsphilosophie im 20. Jahrhundert. (= Theologische Bibliothek Töpelmann. Bd. 85). De Gruyter, Berlin/New York 1999, ISBN 978-3-11-015456-6 (zugl. Diss., Uni München 1995).
- als Hrsg.: Himmel – Hölle – Hollywood. Religiöse Valenzen im Film der Gegenwart. Lit, Münster/Hamburg/London 2002, ISBN 978-3-8258-5567-3.
- Theologie und neuzeitliches Christentum. Studien zu Genese und Profil der Christentumstheorie Trutz Rendtorffs (= Beiträge zur Historischen Theologie. Bd. 139). Mohr Siebeck, Tübingen 2006, ISBN 978-3-16-148912-9 (zugl. Habil., Uni Münster 2005).
- als Hrsg.: Freiheit (Themen der Theologie. Bd. 7). Mohr Siebeck, Tübingen 2014, ISBN 978-3-8252-3771-4.
- mit Hans-Georg Ulrichs als Hrsg.: Weltgestaltender Calvinismus. Studien zur Rezeption Abraham Kuypers. Vandenhoeck & Ruprecht, Göttingen 2021, ISBN 978-3-7887-3530-2.